# 大友興廢記
大友興廢記，是日本江戶時代早期(寛永12年（1635年）的軍記物語文學，以大友義鎮（宗麟）和大友義統兩代為中心記錄大友氏的興亡。
全書22巻23冊，作者是佐伯氏的家人杉谷宗重。